# Istifan Rusti
Istifan Rusti, Stephan Rosti (arab. إستفان روستي, Istīfān Rūstī; ur. 16 listopada 1891 r., zm. 22 maja 1964 r. w Kairze) – egipski aktor, scenarzysta i reżyser filmowy.

## Życiorys
Matka Rustiego pochodziła z Włoch i była tancerką. Podczas swojego pobytu w Egipcie poznała przyszłego ojca Rustiego, który był ambasadorem austriackim w Kairze. Gdy nadszedł koniec misji politycznej ojca Rustiego w Kairze i musiał on wrócić do Austrii, matka Rustiego sprzeciwiła się wyjazdowi i uciekła z synem do Aleksandrii, do dzielnicy Ras at-Tin, gdzie młody Rusti zapisał się do lokalnych szkół.
W młodości Rusti udał się w podróż do Austrii w celu znalezienia ojca, lecz bez skutku. Wtedy też tańczył i pracował dorywczo w Austrii, Niemczech i Francji. Podczas pobytu w tych państwach spotkał się i zaprzyjaźnił się z dwoma filmowcami: Muhammadem Karimem i Siradżem Munirem, którzy zachęcili go do powrotu do Egiptu. Tam Rusti zapisał się na studia na wydziale aktorskim w Kairze. Pierwszym filmem w którym wystąpił była "Lajla" z 1927 roku.
Rusti w latach 1927-1964 zagrał w sumie w 24 egipskich filmach. W latach 1931–1946 wyreżyserował też siedem filmów.